# ریچارد هیلتون
ریچارد هوارد هیلتون (زاده ۱۷ اوت ۱۹۵۵) یک تاجر آمریکایی است. او رئیس و یکی از بنیانگذاران هیلتون اند هایلند است، یک شرکت کارگزاری املاک مستقر در بورلی هیلز، کالیفرنیا، که در خانه‌ها و املاک در بورلی هیلز، هلمبی هیلز، بل-ایر، برنت وود، پاسیفیک پالیسیدز، مالیبو، هالیوود تخصص دارد. تپه‌ها و همچنین املاک از سانتا باربارا تا سن دیگو.

## زندگی

### اوایل زندگی
هیلتون در لس آنجلس، کالیفرنیا، ششمین فرزند از هشت فرزند مرلین جون (با نام خانوادگی هاولی) و بارون هیلتون ، که پدرش کنراد هیلتون، بنیانگذار هتل هیلتون بود، به دنیا آمد. در سال ۱۹۷۸ از دانشگاه دنور در رشته مدیریت هتل و رستوران فارغ‌التحصیل شد. خواهر و برادر او عبارتند از: ویلیام بارون هیلتون جونیور (متولد ۱۹۴۸)، هاولی آن هیلتون (متولد ۱۹۴۹)، استیون مایکل هیلتون (متولد ۱۹۵۰)، دیوید آلن هیلتون (متولد ۱۹۵۲)، شارون کنستانس هیلتون (متولد ۱۹۵۳)، دانیل کوین هیلتون (متولد ۱۹۵۳)(متولد ۱۹۶۲) و رونالد جفری هیلتون (متولد ۱۹۶۳).

### حرفه
هیلتون به دفتر نیویورک ایست د ال سکیورد، یک شرکت بانکداری سرمایه‌گذاری املاک و مستغلات پیوست. وی در زمینه تأمین مشارکت سرمایه گذاران نهادی و صندوق‌های بازنشستگی در معاملات مختلف تخصص داشت.
در سال ۱۹۸۴، او شرکت سرمایه‌گذاری املاک هیلتون را برای مدیریت املاک تجاری تشکیل داد. او مجوز کارگزاری خود را در ۲۹ نوامبر ۱۹۸۵ اخذ کرد. هیلتون و جفری هایلند در ۲۶ ژوئیه ۱۹۹۳ مجوز شرکت برای شرکت املاک و مستغلات هیلتون هایلند صادر کردند. از جمله پیشرفت‌های آنها می‌توان به املاک کشوری برنت وود اشاره کرد. چاد راجرز و جاش آلتمن بازیگران سابق لیست میلیون دلاری. دختر فرانک رابینسون، نیکل؛ پسر ران کاس، رابرت؛ شوهر سابق آن هچه، کلمن لافون. راینی رومیتو ویلیامز و براندن برنت ویلیامز، عروس ریچارد دی زانیک، ماریسا، از جمله ۱۰۶ فروشنده هیلتون اند. در سال ۲۰۱۲، هیلتون و هایلند تقریباً ۳٫۵ میلیارد دلار فروش گزارش کرد از سال ۲۰۰۶، ویلیامز و ویلیامز به شرکت املاک و مستغلات هیلتون و هایلند وابسته است. هر دو شرکت برای توسعه و توزیع پروژه‌ها در بازار بسیار رقابتی املاک و مستغلات به نیروهای خود پیوستند.

### زندگی شخصی
هیلتون در ۲۴ نوامبر ۱۹۷۹ زمانی که ۲۰ ساله بود با کتی آوانزینو ازدواج کرد. آنها چهار فرزند دارند:
- پاریس هیلتون (متولد ۱۷ فوریه ۱۹۸۱)
- نیکی هیلتون (متولد ۵ اکتبر ۱۹۸۳)
- بارون هیلتون دوم (متولد ۷ نوامبر ۱۹۸۹)
- کنراد هیوز هیلتون (زاده ۳ مارس ۱۹۹۴)

آنها در بل ایر، لس آنجلس زندگی می کنند.  هیلتون سه نوه دارد، دختری به نام لیلی گریس ویکتوریا روچیلد، که از دخترشان نیکی و همسرش جیمز روچفیلد در سال ۲۰۱۶، تدی مرلین روچفیلد، متولد ۲۰۱۷  و میلو آلیزه هیلتون، متولد ۲۰۲۰ از پسرش بارون و همسرش تسا متولد شد. 